# 미란다 (시트콤)
미란다(Miranda)는 2009년부터 2015년까지 영국 BBC에서 방영된 시트콤이다.
주인공 미란다 하트의 반(半)자전적인 라디오 코미디 BBC Radio 2 <미란다의 조크샵(2008>에서 시트콤으로 발전되었으며 미란다 하트가 직접 극본과 프로듀싱에 참여했다. 미란다 하트 외에 톰 엘리스, 패트리시아 호지, 사라 하드랜드, 샐리 필립스, 제임스 홈즈 등이 출연했으며 장난감 가게의 주인인 엉뚱한 노처녀 미란다와 그녀의 주변인물인 개리, 페니, 스티비, 틸리, 클라이브의 우스꽝스러운 에피소드를 담은 시트콤이다.
2009년 11월 9일에 방영을 시작하여 2013년 시즌 3까지 방영된 후 2014년 말 두 편의 마지막 스페셜 에피소드로 종영했지만, 2015년 6월 미란다 하트는 한 인터뷰에서 미란다 속편 제작의 가능성을 완전히 배제하고 있지는 않다고 밝혔다.

## 줄거리
185cm의 큰 키를 가진 여성 미란다(미란다 하트)는 어렸을 때부터 친구인 스티비(사라 하드랜드)와 삼촌이 물려주신 유산으로 마련한 장난감 가게를 운영한다. 미란다의 엄마 페니(패트리시아 호지)는 미란다가 제대로 된 직장과 남편을 구하기를 원해 미란다를 사교 모임에도 데려가지만, 사교적인 사회 상황에 익숙하지 않은 미란다는 그곳에서도 엉뚱한 실수를 연발한다. 어느 날 고등학교 동창 모임을 위해 장난감 가게 옆의 레스토랑에 간 미란다는 그곳에서 쉐프로 일하고 있는 자신의 대학 친구 개리(톰 엘리스)를 발견하고, 친절하고 잘생긴 그를 좋아하기 시작한다.

## 등장인물과 배역
| 배우               | 역할          | 출연      | 캐릭터 설명 |
| ------------------ | ------------- | --------- | --- |
| 미란다 하트        | 미란다        | 2009-2015 | 185의 큰 키에 35세인 여자다. 상위 중산층 집안에서 태어나 사립학교에서 교육을 받은 그녀는 이런 배경과 어울리지 않게 종종 어른스럽지 못하거나 우스꽝스러운 행동을 보인다. 이에 그녀의 엄마와 고등학교 동창들은 이해할 수 없다는 기색을 보이지만, 동시에 그들 모두는 미란다에게 애정을 가지고 있다. 클라이브가 운영하는 레스토랑의 쉐프이자 자신의 대학 친구인 개리를 좋아하나 어떻게 다가가야 할지 몰라 그에게도 매번 엉뚱한 모습만 보이곤 한다. 그러나 마지막 스페셜 에피소드를 거치며 그녀는 자신의 부족한 자존감의 문제에 직면하고, 좀 더 성숙한 어른으로 거듭나며 결국 개리와의 결혼에 성공한다. |
| 사라 하드랜드      | 스티비        | 2009-2015 | 미란다의 어린시절 친구. 미란다의 장난감 가게의 실질적인 운영을 맡고 있다. 작은 키와 몸집을 가진 스티비는 종종 덩치가 큰 미란다와 서로를 놀리고, 이는 자주 싸움이나 내기 등으로 번지기도 한다. 하루 중 스스로에게 자랑스러운 일이 있을 때마다 헤더 스몰의 노래 "Proud" 중 "What have you done today to make feel proud?" 소절을 즐겨 부른다. |
| 톰 엘리스          | 개리          | 2009-2015 | 미란다의 대학 친구이자 쉐프. 친절하고 잘생긴 쉐프인 개리는 미란다를 있는 그대로의 모습으로 좋아해주는 사람이다. 종종 미란다의 엉뚱한 행동에 당황하지만 그녀의 친절한 천성에 사랑스러움을 느껴 시즌 2부터 미란다와 데이트를 시작한다. 그러나 이 관계는 시즌 2 초반, 개리가 홍콩에 있을 때 그곳에서 다른 여자를 만났음이 밝혀지며 금세 끝나고 만다. 이후 개리는 로즈와, 미란다는 마이크와 사귀지만 결국 두 사람은 서로를 사랑함을 깨닫고 결혼을 약속한다. |
| 패트리시아 호지    | 페니          | 2009-2015 | 미란다의 엄마. 딸인 미란다에게 "존경받을 만한" 직장과 "적절한" 남편감을 찾아주려고 끊임없이 노력한다. 이것은 때로 미란다를 괴롭게 만들고, 마지막 스페셜 에피소드에서 결국 미란다는 엄마에게 자신의 인생에 더 이상 간섭하지 말 것을 요구한다. 충격을 받은 페니는 미란다에게 그녀의 아버지와 자신의 이야기를 전하며 사과하고, 지금까지의 행동이 그녀를 사랑하기 때문이었음을 얘기한다. "Such fun!", "What I call.." 등 본인만의 유행어를 남발하는 경향이 있다. |
| 샐리 필립스        | 틸리          | 2009-2015 | 미란다의 고교 동창. 미란다에 비해 상위 중산층의 배경과 딱 맞는 성격을 가진 틸리는 때로 자기중심적인 모습을 보이기도 한다. 사교 모임을 좋아하는 그녀는 미란다보다 그녀의 엄마 페니와 종종 어울리곤 한다. 미란다를 그녀의 고등학교 때 별명인 "퀸콩(Queen Kong)"으로 부르며 놀리지만 이는 미란다에게 느끼는 우정과 애정에서 비롯한 것이다. 몇 번의 데이트에 실패한 그녀는 결국 자신이 미란다와 이어주려고 했던 군의관 "드림보트 찰리"와 사랑에 빠지고 결혼하게 된다. 문자 메시지 확인을 위해 대화를 중단할 때마다 "Bear with"이라는 말을 자주 하는 것이 특징이다.                                     |
| 제임스 홈즈        | 클라이브      | 2009-2015 | 미란다의 장난감 가게 옆에 위치한 식당의 주인이자 서버. 눈치가 부족한 탓에 미란다의 개리를 향한 사랑의 장애물이 되기도 하지만 후에는 미란다에게 개리에게 그녀의 감정을 밝히라고 조언하는 등 미란다에게 도움을 주고자 한다. 후에 마지막 스페셜 에피소드에서 미란다의 장난감 가게의 손님과 결혼하며 동성애자였음이 밝혀진다. |
| 보단 포라          | 마이크        | 2012-2014 | 미란다의 새 남자친구. TV 리포터인 마이크는 미란다를 진심으로 사랑하는 남자다. 그러나 미란다는 결국 마이크의 청혼을 거절하고, 마지막 에피소드에서 페니는 마이크가 아프리카로 떠났음을 언급한다. |
| 아드리안 스카버러  | 드림보트 찰리 | 2009-2015 | 틸리의 남자친구. 원래 틸리의 친구로 틸리가 미란다와의 만남을 주선한 이후 미란다에게 빠지지만 미란다는 찰리를 맘에 들어하지 않고, 찰리는 결국 틸리와 약혼하게 된다. "드림보트" 찰리, "핑퐁" 찰리, "큐컴버" 찰리 등 여러 가지 별명을 가지고 있다. |
| 마가렛 카본-스미스 | 앨리슨        | 2009-2014 | 미란다와 개리의 대학 시절 친구. 앨리슨과 크리스는 일정 나이가 넘을 때까지 둘 다 결혼을 하지 않으면 서로 결혼하기로 약속한 사이였지만, 그 전에 크리스가 앨리슨에게 프로포즈 해 결혼에 성공한다. 클라이브의 식당에서 미란다와 개리를 볼 때마다 서로를 향한 닭살 애교를 선보여 미란다를 불편하게 한다. 시즌 2에서는 앨리슨의 임신 사실을 밝힌 후 개리와 미란다에게 대부와 대모가 되어달라고 부탁한다. |
| 존 핀모어          | 크리스        | 2009-2014 | 미란다와 개리의 대학 시절 친구. 앨리슨과 크리스는 일정 나이가 넘을 때까지 둘 다 결혼을 하지 않으면 서로 결혼하기로 약속한 사이였지만, 그 전에 크리스가 앨리슨에게 프로포즈 해 결혼에 성공한다. 클라이브의 식당에서 미란다와 개리를 볼 때마다 서로를 향한 닭살 애교를 선보여 미란다를 불편하게 한다. 시즌 2에서는 앨리슨의 임신 사실을 밝힌 후 개리와 미란다에게 대부와 대모가 되어달라고 부탁한다. |
| 나오미 벤틀리      | 로즈          | 2013      | 개리의 여자친구. 로즈는 개리를 진심으로 사랑하지만, 미란다와 개리의 관계를 받아들이지 못하고, 결국 이 때문에 개리는 로즈와 헤어진다. |
| 도미닉 콜먼        | 손님          | 2009-2015 | 미란다의 장난감 가게에 종종 오는 손님. 미란다와 스티비는 서로 이 남자의 관심을 끌기 위해 노력하지만 스페셜 에피소드의 가장 마지막에 손님은 게이였으며 클라이브와 결혼함이 밝혀진다. |
| 케이티 윅스        | 패니          | 2009      | 미란다의 고등학교 동창. 시즌1에서 틸리와 함께 미란다를 만나지만 그 이후로 출연하거나 언급되지는 않는다. |

## 에피소드

### 시즌 1
| 시즌 # | 전체 # | 제목      | 최초 방영 일자   |
| ------ | ------ | --------- | ---------------- |
| 1      | 1      | <Date>    | 2009년 11월 9일  |
| 2      | 2      | <Teacher> | 2009년 11월 16일 |
| 3      | 3      | <Job>     | 2009년 11월 23일 |
| 4      | 4      | <Holiday> | 2009년 11월 30일 |
| 5      | 5      | <Excuse>  | 2009년 12월 7일  |
| 6      | 6      | <Dog>     | 2009년 12월 14일 |

### 시즌 2
| 시즌 # | 전체 # | 제목                    | 최초 방영 일자   |
| ------ | ------ | ----------------------- | ---------------- |
| 1      | 7      | <The New Me>            | 2010년 11월 15일 |
| 2      | 8      | <Before I Die>          | 2010년 11월 22일 |
| 3      | 9      | <Let's Do It>           | 2010년 11월 29일 |
| 4      | 10     | <A New Low>             | 2010년 12월 6일  |
| 5      | 11     | <Just Act Normal>       | 2010년 12월 13일 |
| 6      | 12     | <The Perfect Christmas> | 2010년 12월 20일 |

### 시즌 3
| 시즌 # | 전체 # | 제목                 | 최초 방영 일자   |
| ------ | ------ | -------------------- | ---------------- |
| 1      | 13     | <It Was Panning>     | 2012년 12월 26일 |
| 2      | 14     | <What A Surprise>    | 2013년 1월 1일   |
| 3      | 15     | <The Dinner Party>   | 2013년 1월 7일   |
| 4      | 16     | <Je Regret Nothing>  | 2013년 1월 14일  |
| 5      | 17     | <Three Little Words> | 2013년 1월 21일  |
| 6      | 18     | <A Brief Encounter>  | 2013년 1월 28일  |

### 시즌 4 (The Finale)
| 시즌 # | 전체 # | 제목                | 최초 방영 일자   |
| ------ | ------ | ------------------- | ---------------- |
| 1      | 19     | <I Do, But To Who?> | 2014년 12월 25일 |
| 2      | 20     | <The Final Curtain> | 2015년 1월 1일   |

## 시즌 평균 시청률
| 시즌       | 에피소드 | 시즌 시작        | 시즌 종료        | 평균 시청자 (백만 명) |
| ---------- | -------- | ---------------- | ---------------- | --------------------- |
| 1          | 6        | 2009년 11월 9일  | 2009년 12월 14일 | 2.72                  |
| 2          | 6        | 2010년 11월 15일 | 2010년 12월 20일 | 3.55                  |
| 3          | 6        | 2012년 12월 26일 | 2013년 1월 28일  | 9.48                  |
| The Finale | 2        | 2014년 12월 25일 | 2015년 1월 1일   | 9.32                  |

## 수상과 후보[8]
| 연도 | 시상식 이름                     | 부문                                              | 수상자(후보)                                                      | 결과 |
| ---- | ------------------------------- | ------------------------------------------------- | ----------------------------------------------------------------- | ---- |
| 2010 | BAFTA Awards                    | Best Situation Comedy                             | 조 사전트 (프로듀서) 너리스 에반스 줄리엣 메이 (감독) 미란다 하트 | 후보 |
| 2010 | BAFTA Awards                    | Best Female Performance in a Comedy Role          | Miranda Hart                                                      | 후보 |
| 2010 | British Comedy Awards           | Best TV Comedy Actress                            | Miranda Hart                                                      | 수상 |
| 2010 | British Comedy Awards           | Best New TV Comedy                                | Miranda Hart                                                      | 수상 |
| 2010 | British Comedy Awards           | Best TV Sitcom                                    | Miranda Hart                                                      | 후보 |
| 2010 | Monte-Carlo TV Festival         | Outstanding Actress - Comedy Series               | 미란다 하트                                                       | 후보 |
| 2010 | Monte-Carlo TV Festival         | Outstanding Actress - Comedy Series               | 패트리시아 호지                                                   | 후보 |
| 2010 | Monte-Carlo TV Festival         | Outstanding Actor - Comedy Series                 | 톰 엘리스                                                         | 후보 |
| 2010 | Monte-Carlo TV Festival         | Outstanding Actor - Comedy Series                 | 피터 데이비슨                                                     | 후보 |
| 2010 | Royal Television Society, UK    | Best Comedy Performance                           | 미란다 하트                                                       | 수상 |
| 2010 | Royal Television Society, UK    | Best Scripted Comedy                              |                                                                   | 후보 |
| 2010 | Royal Television Society, UK    | Best Writer - Comedy                              | 미란다 하트 제임스 캐리 리차드 허스트                             | 후보 |
| 2011 | BAFTA Awards                    | Audience Award (TV)                               |                                                                   | 후보 |
| 2011 | BAFTA Awards                    | Best Female Performance in a Comedy Role          | 미란다 하트                                                       | 후보 |
| 2011 | BAFTA Awards                    | Best Director: Multi-Camera                       | 줄리엣 메이                                                       | 후보 |
| 2011 | Banff Television Festival       | Best Sitcom                                       | 미란다 하트 줄리엣 메이 조 사전트 엠마 스트레인 (프로듀서)        | 후보 |
| 2011 | British Comedy Awards           | Best TV Comedy Actress                            | 미란다 하트                                                       | 수상 |
| 2011 | British Comedy Awards           | Best TV Comedy Actress                            | 미란다 하트 엠마 스트레인                                         | 후보 |
| 2011 | Broadcasting Press Guild Awards | Best Comedy/Entertainment                         | 미란다 하트 줄리엣 메이 조 사전트 엠마 스트레인                   | 수상 |
| 2011 | Royal Television Society, UK    | Best Production Design: Entertainment & Non-Drama | 해리 뱅크스                                                       | 수상 |
| 2011 | Royal Television Society, UK    | Best Scripted Comedy                              | 미란다 하트 줄리엣 메이 조 사전트 엠마 스트레인                   | 수상 |
| 2011 | Royal Television Society, UK    | Best Comedy Performance                           | 미란다 하트                                                       | 수상 |
| 2011 | TV Quick Awards, UK             | Best Comedy Show                                  | 미란다 하트                                                       | 후보 |
| 2012 | National TV Awards, UK          | Most Popular Sitcom                               | 미란다 하트                                                       | 후보 |
| 2013 | BAFTA Awards                    | Best Female Performance in a Comedy Programme     | 미란다 하트                                                       | 후보 |
| 2016 | BAFTA Awards                    | Best Female Performance in a Comedy Programme     | 미란다 하트                                                       | 후보 |